# Jallow Kunda Demba Sira
Jallow Kunda Demba Sira är en ort i Gambia. Den ligger i regionen Central River, i den nordöstra delen av landet, 180 km öster om huvudstaden Banjul. Antalet invånare var 200 vid folkräkningen 2013.